# 勒波埃塞拉尔
勒波埃塞拉尔（法語：Le Poët-Célard）是法国德龙省的一个市镇，位于该省中部，属于迪区。该市镇总面积8.34平方公里，2009年时的人口为133人。

## 人口
勒波埃塞拉尔人口变化图示